# Гидатль
Гидатлинское вольное общество — политическое образование, существовавшее на территории Аварии (нынешний Дагестан).
Гидатль — свободное вольное (джамаатское) общество (независимое государственное образование, с республиканской формой организации общественного управления), состоящее из 7 объединений сельских общин: 
Мачада, Гента, Тлях, Урада, Тидиб, Хотода, Накитль, Хучада.

## Этимология
О происхождении названия «Гьид» (гидатлинцы) в народной этимологии не существует единого мнения. Имеются различные версии:
- По одной из версий название происходит от аварского слова «гьи», которое означает варёное зерно (фасоль, кукуруза, горох, пшеница вместе).
- Другая версия гласит — удивительная красота природы гидатлинской долины якобы дала повод соседям сравнить образно сравнить с долиной «Гьинда» в Индии.
- По следующей версии название «Гьид» считается восходящим к индусскому слову «Хид», которое на языке хинди означает свободолюбивый, независимый. Считается, что свободолюбивый нрав и независимый дух гидатлинцев послужило причиной такого названия.
- Согласно другой версии название «Гьид» является сокращенное арабское слово «гьидаят». Которое означает лидерство, главенство, предводительство. Своего рода лидирующее положение гидатлинцев среди своих соседей и послужило, якобы причиной появления такого названия.

## География
Гидатль располагается на территории нынешнего Шамильского района. Основная река — Гичиноор.

## Административно-территориальное деление
Вольное сообщество Гидатля состояло из восьми селений: Гента, Мачада, Накитль, Тидиб, Тлях, Урада, Хотода и Хучада.

## История
Гидатлинцы, согласно историческим, топоническим и этнографическим данным, в древности проживали в 25 поселениях, расселенной по обширной этнической территории. В X—XI вв. н. э. в Гидатле происходил процесс компактного проживания, слияния нескольких небольших, но хорошо укрепленных поселений и образование селений. Так, например из 4-х небольших поселений — Росах, Соло, Чурда, Ритли и Шулата было образовано село Чолода (ныне с. Мачада). Таким образом сложились, в своё время, современные гидатлинские аулы, кроме Хучада и Накитль.
Известно также, что выходцами из Гидатля были первоначально основаны с. Уриб (Шамильский р-н), с. Урух-сота (Чародинский р-н), с. Кулаб (Гунибский р-н), с. Кеди (Цумадинский р-н), с. Гидатли (Тляротинский р-н) и с. Чиркей (Буйнакский р-н).
Гидатлинская земля дала Дагестану легендарного Хочбара.
Гидатль является родиной двух Имамов (Гази Магомеда и Шамиля). Известно, что их предки по отцовской линии были выходцами из Гидатля.
Значительный вклад внесли гидатлинцы в разгром войск Надир-шаха. В этой связи следует отметить и то, что Ибрагим-Хаджи аль Гидатли (прадед по отцовской линии первого Имама Дагестана Гази-Мухаммада), пользуясь своим огромным авторитетом среди духовных лидеров Дагестана, написал 16 обращений к различным обществам Аварии. Благодаря этому все I6 обществ Аварии были мобилизованы в единое ополчение аварцев и выступили организованно против врага, а это сыграло свою роль в победе над Надир-шахом.

## Население
Население Гидатля было моноэтничным и моноконфессиональным. Его населяли аварцы, исповедующие ислам суннитского толка. Разговаривали местные аварцы на гидатлинском диалекте аварского языка.
Самые ранние письменные сведения о численности гидатлинцев относятся ко второй половине XIX в. По данным статистических сведений о Кавказе на 1864 год в Гидатле насчитывалось 3458 человек. А по данным статистического обзора Дагестанской области за 1903 г. — 4565 человек. По переписи 1989 г. в гидатлинских селах проживало 4992 человек, а за пределами Гидатля — более 5 тысяч человек. На сегодняшний день общая численность гидатлинцев приближается к 15 тыс. человек.

## Религия
В X-XII веках, в период усиления Грузии, и вплоть до XV века гидатлы исповедовали христианство. В 1475 году они перешли в ислам. Ислам был принят гидатлинцами от первого мусульманина в Гидатле, шейха Хаджи-Удурата из с. Чолода (ныне с. Мачада) в 1475-76 гг.
В настоящее время известны имена более 80 крупных и широко известных ученых-арабистов из Гидатля XVI — нач. XX вв.
В Гидатле находятся зияраты 33 святых отцов ислама — 13 вали и 20 шейхов.

## Гидатль в искусстве
Гидатль (аул Хотода) являлся родиной храброго абрека Хочбара — главного героя «Легенды о Хочбаре» (опубликована в «Сборнике сведений о кавказских горцах» в 1870), по мотивам которой Готфрид Гасанов  в 1937 году поставил первую дагестанскую национальную оперу «Хочбар», Расул Гамзатов написал поэму «Сказание о Хочбаре» (опубликована в 1975 году), а Асхаб Абакаров поставил в 1984 году фильм «Сказание о храбром Хочбаре». Узлом сюжета всех этих произведений является независимость Гидатля.